# 푸앵카레 쌍대성
대수적 위상수학에서 푸앵카레 쌍대성(Poincaré雙對性, 영어: Poincaré duality)은 호몰로지 군과 코호몰로지 군에 대한 대응성이다.

## 정의

### 정수 계수
{\displaystyle M}이 (경계가 없는) 콤팩트 {\displaystyle n}차원 유향 다양체라고 하자. 그렇다면, 그 방향은 기본류
{\displaystyle [M]\in \operatorname {H} _{n}(M;\mathbb {Z} )}
를 정의한다.
그렇다면, 다음과 같은 사상을 정의할 수 있다.
{\displaystyle \operatorname {H} ^{k}(M;\mathbb {Z} )\to H_{n-k}(M;\mathbb {Z} )}
{\displaystyle [\alpha ]\mapsto [M]\smile [\alpha ]}
여기서 {\displaystyle \smile }은 호몰로지류와 코호몰로지류의 합곱이다.
이 사상은 아벨 군의 동형 사상을 이루며, 이를 푸앵카레 쌍대성이라고 한다.

베티 수 {\displaystyle b_{k}}는 호몰로지 및 코호몰로지의 차원이므로, 다음이 성립한다.
{\displaystyle b_{k}=b_{n-k}}.
정수 계수에서 성립하므로, 사실 위의 푸앵카레 쌍대성은 임의의 아벨 군 계수에 대하여 마찬가지로 성립한다.

### 𝔽₂ 계수
{\displaystyle M}이 (경계가 없는) 콤팩트 {\displaystyle n}차원 다양체 {\displaystyle M}이 주어졌다고 하자. ({\displaystyle M}이 가향 다양체일 필요가 없다.)
이 경우, 기본류는 {\displaystyle \mathbb {F} _{2}} 계수에서 잘 정의된다.
{\displaystyle [M]\in \operatorname {H} _{n}(M;\mathbb {F} _{2})}
이 경우, 마찬가지로 다음과 같은, {\displaystyle \mathbb {F} _{2}}-벡터 공간의 동형 사상이 존재한다.
{\displaystyle \operatorname {H} ^{k}(M;\mathbb {F} _{2})\to \operatorname {H} _{n-k}(M;\mathbb {F} _{2})}
{\displaystyle [\alpha ]\mapsto [M]\smile [\alpha ]}

## 성질
짝수 {\displaystyle 2k}차원 콤팩트 다양체 {\displaystyle M}이 주어졌다고 하자. 또한, 다음과 같은 두 경우를 생각하자.
- {\displaystyle K=\mathbb {Z} }이며, {\displaystyle M}은 유향 다양체
- {\displaystyle K=\mathbb {F} _{2}}

두 경우 다 기본류 {\displaystyle [M]\in \operatorname {H} _{2k}(M;K)}가 존재한다. 이 경우, 푸앵카레 쌍대성에 의하여, {\displaystyle K}-가군 {\displaystyle \operatorname {H} _{k}(M;K)} 위에 다음과 같은 이차 형식이 존재한다.
{\displaystyle \operatorname {H} _{k}(M;K)\otimes \operatorname {H} _{k}(M;K)\to K}
{\displaystyle ([M]\smile [\alpha ])\otimes ([M]\smile [\beta ])\mapsto [M]\smile ([\alpha ]\frown [\beta ])}
이를 {\displaystyle M}의 교차 형식(영어: intersection form)이라고 한다.

## 역사
앙리 푸앵카레가 1893년에 베티 수에 대한 관계로 제시하였다. 푸앵카레는 1895년에 푸앵카레 쌍대성의 증명을 발표하였으나, 덴마크의 수학자 포울 헤고르(덴마크어: Poul Heegaard)가 오류를 지적하였다. 푸앵카레는 이 논문의 속편에서 수정한 다른 증명을 발표하였다.
1930년대에 코호몰로지가 발견되면서, 푸앵카레 쌍대성이 베티 수를 넘어서 호몰로지와 코호몰로지 사이의 관계라는 사실이 밝혀졌다.

## 같이 보기
- 브뤼아 분해
- 기본류
- 바일 군